# Halliella
Halliella is een geslacht van uitgestorven kreeftachtigen uit de klasse van de Ostracoda (mosselkreeftjes).

## Soorten
- Halliella hercynica Kummerow, 1953 †
- Halliella jaynesi Roy, 1941 †
- Halliella magnapuncta Kay, 1934 †
- Halliella ornata (Jones & Holl, 1886) Neckaja, 1973 †
- Halliella pulchra Bassler, 1941 †
- Halliella retifera Ulrich, 1891 †
- Halliella seminulum (Jones, 1855) Ulrich, 1891 †
- Halliella simplex Pauken, 1966 †
- Halliella subequata Ulrich & Bassler, 1923 †
- Halliella triplicata Ulrich & Bassler, 1913 †
- Halliella truncata Coryell & Williamson, 1936 †
- Halliella umbonata Kummerow, 1924 †